# X射線管

Coolidge型X光管的构造。K=钨丝，A=阳极，W_{in}/W_{out}=冷却水的出／入口

X光管是能够发生X光的一个设备或设备的部件。

## 結構
X射線管都包含陰極和陽極組件，其皆位于真空的材料密封罩內亦即為真空管。
- 陰極組件

其是由鎢絲繞成線圈的形式裝在一個淺的聚焦杯（focusing cup）中，當鎢絲通過足夠的電流時，使其產生白熱現象時電子會從鎢的表面逸出形成電子雲。
- 陽極組件

主要為鎢靶，通常是由鎢或鎢錸合金所製成，其作用在於使陰極來的高速電子停止運動。

## X射綫管分類
1. 根據密封材質不同，可分为玻璃管、陶瓷管和金屬陶瓷管。
2. 根據用途不同，可分為醫療X射綫管和工業X射綫管。
3. 根據密封方式不同，可分為開放式X射綫管：在使用過程中需要不斷抽真空。密閉式X射綫管：生産X射綫管時抽真空到一定程度後立即密封，使用過程中無需再次抽真空。

## 產生方式
X线是由高速运行的电子群撞击物质突然被阻时产生的。因此，它的产生，必须具备以下3个条件：
1. 自由活动的电子群。
2. 电子群以高速运行。
3. 电子群在高速运行时突然受阻。

- 制動輻射（Bremsstrahlung） 高速電子突然減速後，其動能轉變成能量釋放出來，此能量即为X射线，且此能量會隨減速之程度而有所不同。
- 特性輻射（Characteristic） 高速電子撞擊原子核外圍軌道上電子，使之遊離且釋放之能量，此能量即为X射线。

## 運作
當鎢絲通過足夠的電流使其產生電子雲，且有足夠的電壓（千伏等級）加在陽極和陰極間，使得電子雲被拉往陽極。此時電子以高能高速的狀態撞擊鎢靶，其部分能量約1%將轉換成X射線，剩下的能量轉換成熱能。

## 醫療用途
1. 診斷用X射線管
2. 治療用X射線管

## x射线荧光
x射线可使以下物质发出荧光：钨酸钙CaWO4、氟化钙CaF、硫化锌ZnS、铂氰化钾K2Pt(CN)6、铂氰化钙CaPt(CN)6、铂氰化钡BaPt(CN)6

## 參看
- X射線